# 根岸茂夫
根岸 茂夫（ねぎし しげお、1951年 - ）は、日本の歴史学者。専門は日本近世史（政治史・武家社会史・農村史・国家）。博士（歴史学）（國學院大学・2000年）（学位論文「近世武家社会の形成と構造」）。國學院大學名誉教授。

## 略歴
東京都生まれ。1974年國學院大學文学部史学科卒、1979年同大学院文学研究科日本史学専攻博士課程修了。埼玉県史編纂室学芸員を経て、1988年國學院大學文学部講師、のち助教授、教授。2000年「近世武家社会の形成と構造」で、國學院大学より博士（歴史学）の学位を取得。
2021年、國學院大學より名誉教授の称号を授与される。

## 著書
- 『近世武家社会の形成と構造』吉川弘文館、2000
- 『大名行列を解剖する 江戸の人材派遣』吉川弘文館 歴史文化ライブラリー、2009

### 共編・監修
- 『古文書字叢』佐藤孝之、安池尋幸共編 柏書房、1990
- 『新編・古文書解読字典』佐藤孝之、安池尋幸共編 柏書房、1993
- 『江戸版本解読大字典』監修 柏書房、2000
- 『近世の環境と開発』大友一雄、佐藤孝之、末岡照啓共編 思文閣出版、2010

### 論文
- 「秋田藩における「御一門払」」『國學院雜誌』77-9、1976
- 「忍藩阿部氏家臣団の形成」『國史學』101、1977
- 「所謂「慶安軍役令」の一考察-慶安二年「御軍役人数積」をめぐって-」『日本歴史』383、1980
- 「近世前期川越藩の新田開発-武蔵新座郡野火止新田を中心に-」『國史學』133、1987
- 「「仕置」と「御仕置」」『國學院雜誌』90-8、1989
- 「近世前期武川衆の知行と軍役」『國學院大學紀要』28、1990
- 「「雑兵物語」に見る近世の軍制と武家奉公人」『國學院雜誌』94-10、1993
- 「家光政権成立期の幕臣団」『國史學』153、1994
- 「近世における『藩翰譜』の影響と長州藩」『季刊日本思想史』46、1995
- 「特集人物評伝 寛永の三輔と秀忠・家光-幕府創業期に補佐役として重きをなした三人の重臣各々の個性と役割を浮き彫りにする-」『歴史読本』45-15、2000
- 「赤穂浪士の親類書をめぐって」『学習院大学史料館紀要 』11、2001
- 「幕府機構のトップ 大老 裸の履歴書」『歴史読本』 46-11、2001
- 「享保期日光社参における将軍の行列」『大日光』75、2005
- 「近世初期における将軍上洛の行列」『國學院雜誌』107-3、2006
- 「学習院大学図書館蔵「諸大名登城之図」について」『学習院大学史料館紀要』14、2007
- 「寛文三年徳川家綱日光社参の行列と政治的意義」『国史学』195、2008
- 「大名行列はなぜ奴が鎗を投げるのか」『本郷』84、2009
- 「荷田春満と赤穂浪士」『國學院雜誌』119-5、2018